# إسكتلندا في العصور الوسطى المتأخرة

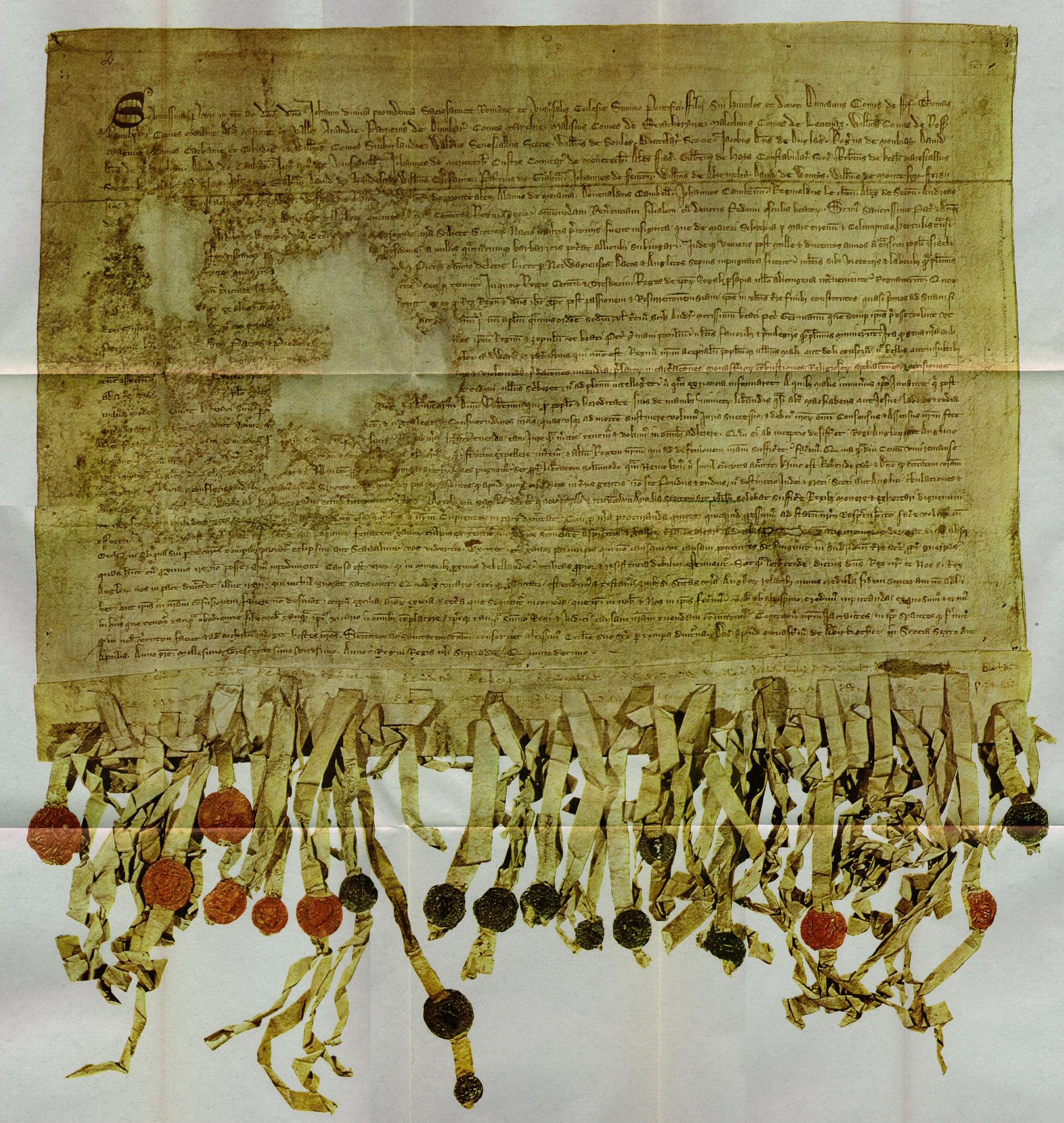

حصلت اسكتلندا في العصور الوسطى المتأخرة، في الفترة الواقعة بين وفاة ألكسندر الثالث عام 1286 ووفاة جيمس الرابع عام 1513، على استقلالها من انجلترا إثر شخصيات مثل وليام والاس في أواخر القرن الثالث عشر وروبرت بروس في القرن الرابع عشر. في القرن الخامس عشر، تحت حكم سلالة ستيوارت وعلى الرغم من التاريخ السياسي المضطرب للبلد، كسب التاج الإسكتلندي هيمنة سياسية أكبر على حساب اللوردات المستقلين، واستعاد معظم الأراضي التي خسرها لتصبح حدود اسكتلندا مشابهة لما هي عليه اليوم. لكن تحالف أولد مع فرنسا أفضى إلى هزيمة كبرى للجيش الإسكتلندي في معركة فلودين عام 1513 ووفاة الملك جيمس الرابع، ما أدى إلى فترة طويلة من حرب الأقليات وعدم الاستقرار السياسي.
تطوّر اقتصاد اسكتلندا ونما ببطء في تلك الفترة، وبدأ تعداد السكان الذي لا يتجاوز المليون شخص بالانخفاض في منتصف القرن الرابع عشر جراء وصول وباء الطاعون (الموت الأسود)، ما أدى إلى انخفاض تعداد السكان إلى نصف مليون نسمة تقريبًا بحلول بداية القرن السادس عشر. تطورت أنظمة اجتماعية وثقافات مختلفة في مناطق الأراضي المنخفضة والمرتفعات في البلاد، وظلّت اللغة الغيلية الأكثر شيوعًا في شمال نهر تِيْ، بينما هيمنت اللغة الاسكتلندية الوسطى على الجنوب، فأصبحت لغة النخبة الحاكمة والحكومة والأدب الوطني الجديد. ظهرت تغيرات ملحوظة في الديانة مثل بروز أخويات المتسولين المعتمدين على تلقي الحسنات وتوسع الولاءات الدينية، تحديدًا في البلدات النامية.
بحلول نهاية تلك الفترة، تبنّت اسكتلندا الكثير من مبادئ النهضة الأوروبية في مجال الفنون والعمارة والأدب، وأنتجت نظامًا تعليميًا متطورًا. اعتُبرت تلك الفترة فترة بروز هوية قومية واضحة في اسكتلندا، بالإضافة إلى ظهور فروقات ملحوظة بين المناطق المختلفة من البلاد، والتي ستسهم بدورها بشكل هامٍ في فترة الإصلاح لاحقًا.

## تاريخ سياسي

### حروب الاستقلال 1286–1371

#### جون
أدت وفاة الملك ألكسندر الثالث عام 1286، ثم وفاة حفيدته والوريثة مارغريت (والتي سُميت بعذارء النرويج) عام 1290، إلى تنازع 14 شخصًا على العرش. طلب أقطاب المال الاسكتلنديون من ملك إنجلترا إدوارد الأول أن يفصل في هذا النزاع لمنع اندلاع حرب أهلية. خرج إداورد باعتراف شرعي مفاده أن عرش اسكتلندا ملحق إقطاعيًا بعرش إنجلترا، ثم اختار جون من باليول، صاحب أقوى مطلبٍ بالحكم، ليصبح الملك جون الأول (في 30 نوفمبر عام 1292). وافق روبرت بروس لورد أنانديل، وهو ثاني أقوى المطالبين بأحقية عرش اسكتلندا، بهذه النتيجة على الرغم من تردده. على مر السنوات القليلة المقبلة، استغل إدوارد الأول الامتيازات التي كسبها سابقًا ليقوّض منهجيًا سلطة الملك جون واستقلال اسكتلندا. في عام 1295، دخل جون في تحالف مع فرنسا بعدما حثّه مستشاروه الكبار على ذلك، فشكّل ذلك التحالف بداية تحالف أولد.
في عام 1296، غزا إدوارد اسكتلندا وتخلّص من الملك جون. في العام التالي، حشد كل من وليام والاس وأندرو موري قواتهما لمقاومة الاحتلال، فهزما تحت قيادتهما المشتركة جيشًا انجليزيًا في معركة جسر استرلينغ. توفي موري إثر إصاباته بعد المعركة، فحكم والاس اسكتلندا لفترة قصيرة نيابة عن جون من باليول بصفته حارس العرش (الوصي على العرش). اتجه إدوارد شخصيًا نحو الشمال وهزم والاس في معركة فالكيرك. هرب والاس لكنه على الأرجح استقال من منصب حارس العرش الإسكتلندي. في عام 1305، وقع والاس بيد الإنجليز، فأعدموه بتهمة الخيانة على الرغم من أنه لم يعلن ولاءه لانجلترا.

#### روبرت الأول
عُيّن الخصمان جون كومين وروبرت بروس، حفيد روبرت بروس من أنانديل الذي طالب بالعرش سابقًا، في منصب حارس العرش بشكل مشترك خلفًا لوالاس. في العاشر من شهر فبراير عام 1306، شارك بروس في جريمة قتل كومين في كنيسة غريفريرز كيرك في دامفريس. بعد مرور أقل من 7 أسابيع، أي في 25 مارس، نُصب بروس ملكًا تحت اسم روبرت الأول في بلدة سكون. اجتاحت قوات إدوارد البلاد بعدما هزمت جيش بروس الصغير في معركة ميثفِن. على الرغم من الحرمان الكنسي الذي أصدره البابا كليمنت الخامس بحقّ بروس وأتباعه، ازدادت شعبية الأخير، وبحلول عام 1314، وبمساعدة نبلاء بارزين مثل السير جيمس دوغلاس وإيرل موراي، لم تبق سوى قلعتا بوثويل واسترلينغ بيد الإنجليز. توفي إدوارد الأول عام 1307، فحرّك وريثه إدوارد الثاني جيشًا من جيوشه نحو الشمال لفك الحصار عن قلعة استرلينغ وفرض السيطرة عليها مرة أخرى. هُزم إدوارد وجيشه على يد قوات روبرت الأول في معركة بانوكبورن عام 1314، فاستطاع الأخير تأمين استقلال اسكتلندا بـحكم الواقع.
في عام 1320، ساهم إعلان أربروث –وهو اعتراض رفعه نبلاء اسكتلندا للبابا– في إقناع البابا يوحنا الثاني والعشرين بإسقاط الحرمان السابق وإبطال عدة قوانين تتعلق بخضوع الملوك الاسكتلنديين للملوك الإنجليز كي تعترف السلالات الملكية الأوروبية الكبرى بسيادة اسكتلندا. اعتُبر الإعلان أيضًا واحدًا من أهم الوثائق المتعلقة بنمو وتطور الهوية الوطنية الاسكتلندية. شنّ إدوارد بروس، شقيق روبرت، سلسلة من الحملات العسكرية ضد القوات الإنجليزية في آيرلندا، ونُصب ملكًا ساميًا. لم تكلل الحملات في آيرلندا بالنجاح في نهاية المطاف، لكنها فتحت الطريق أمام ما وُصف بـ «سكوتيا الكبرى الغيلية» تحت حكم سلالة بروس. شنّت قوات روبرت سلسلة من الغارات على إنجلترا الشمالية، فهزمت الجيش الإنجليزي عام 1327 في معركة ستانهوب بارك. تُعزى انتصارات روبرت إلى التخلص من إدوارد الثاني وقدرة روبرت على استغلال حداثة سن ابنه إدوارد الثالث لحماية معاهدة إدنبره–نورثمبتون، التي وُقعت في مايو 1328 واعتبرت اسكتلندا مملكة مستقلة وبروس ملكها.

#### ديفيد الثاني
توفي روبرت الأول عام 1329 تاركًا ابنه ديفيد الثاني ذي السنوات الخمس ليحكم البلاد. خلال فترة صباه، حكمت البلادَ سلسلة من الحكام، توفي اثنان منهما جراء غزو القوات الإنجليزية المتكرر منذ عام 1332. جاءت تلك الأحداث تحت ذريعة إرجاع إدوارد باليول، وهو ابن جون باليول، إلى العرش الإسكتلندي، ما أدى إلى اندلاع حرب الاستقلال الثانية. على الرغم من الانتصارات في معركتي دبلين مور (1332) وهاليدون هيل (1333)، فشلت محاولات متعاقبة لتأمين وصول باليول إلى العرش جراء المقاومة الاسكتلندية الشرسة تحت قيادة السير أندرو موراي، وهو ابن رفيق السلاح لوالاس. فقد إدوارد الثالث اهتمامه بمصير حاميه بعدما اندلعت حرب المائة عام ضد فرنسا. في عام 1341، استطاع ديفيد العودة من المنفى المؤقت في فرنسا. في عام 1346، ووفقًا لأحكام تحالف أولد، غزا ديفيد إنجلترا لصالح فرنسا، لكنه هُزم وأُسر في معركة نيفيلز كروس في 17 أكتوبر عام 1346 وبقي سجينًا في إنجلترا لمدة 11 عامًا. حكم نسيبه روبرت ستيوارت اسكتلندا بصفته حامي العرش بعد غيابه. في نهاية المطاف، سحب باليول مطالبه بالعرش لصالح إدوارد عام 1356، ثم أمضى بقية حياته في يوركشاير حيث توفي عام 1364.
أُطلق سراح ديفيد مقابل فدية مقدارها 100 ألف مارك عام 1357 بدون أن يقسم بالولاء لإدوارد الثالث، لكن ديفيد لم يتمكن من دفع المبلغ، ما أدى إلى مفاوضات سرية مع الإنجليز ومحاولة لتنصيب ملك إنجليزي على عرش اسكتلندا خلفًا له.